# Xinning
Xinning (chinesisch 新宁县, Pinyin Xīnníng Xiàn) ist ein Kreis der bezirksfreien Stadt Shaoyang in der chinesischen Provinz Hunan. Xinning hat eine Fläche von 2.751 km² und 591.600 Einwohner (Stand: Ende 2018). Mit der Umwandlung des Regierungsbezirks Shaoyang in die bezirksfreie Stadt Shaoyang wurde Xinning 1986 Teil ihres Verwaltungsgebietes.

## Administrative Gliederung
Auf Gemeindeebene setzt sich Xinning aus acht Großgemeinden, acht Gemeinden und zwei Nationalitätengemeinden zusammen. Diese sind:
- Großgemeinde Jinshi (金石镇), 101.687 Einwohner (2010), Sitz der Kreisregierung;
- Großgemeinde Shuimiao (水庙镇), 21.061 Einwohner (2010);
- Großgemeinde Langshan (莨山镇), 26.790 Einwohner (2010);
- Großgemeinde Baisha (白沙镇), 26.582 Einwohner (2010);
- Großgemeinde Huanglong (黄龙镇), 24.613 Einwohner (2010);
- Großgemeinde Gaoqiao (高桥镇), 33.858 Einwohner (2010);
- Großgemeinde Huilongsi (回龙寺镇), 73.474 Einwohner (2010);
- Großgemeinde Yidushui (一渡水镇), 33.197 Einwohner (2010);
- Gemeinde Feixianqiao (飞仙桥乡), 23.413 Einwohner (2010);
- Gemeinde Wantang (万塘乡), 24.449 Einwohner (2010);
- Gemeinde Qingjiangqiao (清江桥乡), 24.497 Einwohner (2010);
- Gemeinde Anshan (安山乡), 24.469 Einwohner (2010);
- Gemeinde Fengtian (丰田乡), 23.057 Einwohner (2010);
- Gemeinde Matouqiao (马头桥乡), 49.745 Einwohner (2010);
- Gemeinde Xuntian (巡田乡), 22.445 Einwohner (2010);
- Gemeinde Jingwei (靖位乡), 6.801 Einwohner (2010);
- Gemeinde Huangjin der Yao (黄金瑶族乡), 7.961 Einwohner (2010);
- Gemeinde Malin der Yao (麻林瑶族乡), 12.643 Einwohner (2010).

## Bildung

### Grundschulen (Auswahl)
- Jiefang Grundschule (Jǐefàng xǐaoxúe),
- Jingshe Grundschule (Jīngshí xǐaoxúe),
- Gaoqiao Grundschule (Gāoqiáo xǐaoxúe),
- Yancun Grundschule (Yāncūn xǐaoxúe).

### Mittel- und Oberschulen (Auswahl)
- Xinning Mittelschule Nr. 1 (Xīnníng yī zhōng),
- Xinning Mittelschule Nr. 2 (Xīnníng èr zhōng),
- Xinning Mittelschule Nr. 3 (Xīnníng sān zhōng),
- Xinning Mittelschule Nr. 4 (Xīnníng sì zhōng),
- Xinning Mittelschule Nr. 8 (Xīnníng bā zhōng),
- Gaoqiao Mittelschule (Gāoqiáo zhōngxúe),
- Yancun Mittelschule (Yāncūn zhōngxúe).

## Sehenswürdigkeiten
Der Lang Shan ist ein sehenswerter Berg. Der große chinesische Dichter Ai Qing (艾青) hat einmal gesagt: Die Landschaft von Guilin ist die schönste auf der Welt, aber die Landschaft des Lang Shan kann es mit der Guilins aufnehmen (桂林山水甲天下,莨山风光赛桂林).